# Крим (телерадіокомпанія)
Автономна некомерційна організація «Телерадіокомпанія „Крим“» (до 2014 року — ДТРК «Крим») — кримська республіканська телерадіомовна компанія, з 2014 року належить представникам тимчасової окупаційної влади РФ у Криму.

## Історія

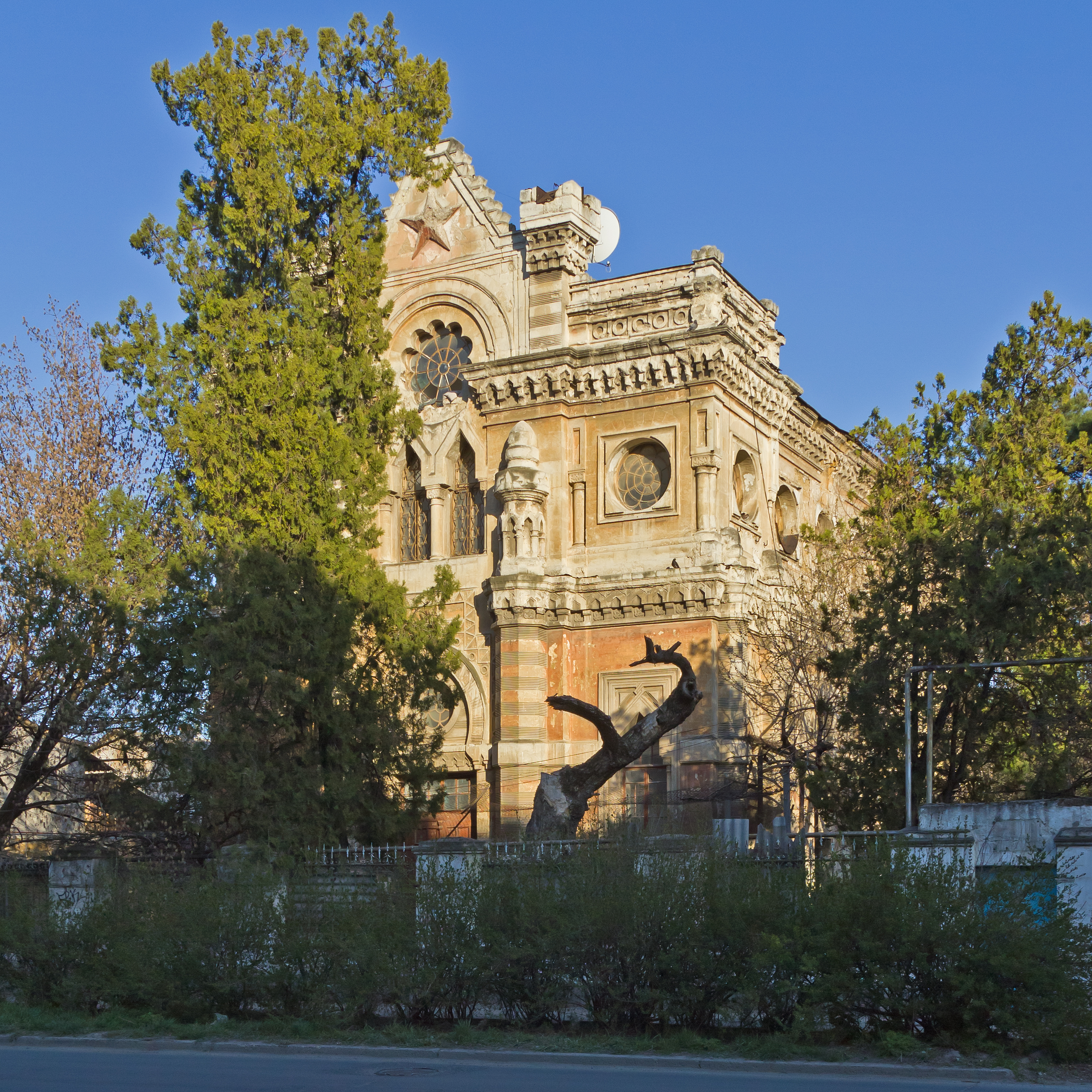
З 1936 року редакція радіомовлення знаходиться в будівлі караїмської кенаси

Державна телерадіомовна компанія «Крим» (ДТРК «Крим») створена в 1959 році. До 1992 року називалася Кримським комітетом телебачення і радіомовлення. Структурно складалася з двох складових частин: творчого персоналу (Кримський комітет телебачення і радіомовлення) і технічного персоналу (Кримський телевізійний технічний центр). У 1995 році відбулося їх об'єднання в одну структуру.
Після окупації Криму Росією, з травня по серпень 2014 року була проведена перереєстрація телерадіокомпанії з ДТРК «Крим», що належала Держкомтелерадіо України, в автономну некомерційну організацію «Телерадіокомпанія „Крим“», проведено ребрендинг телеканалу «Крим» в «Перший Кримський» і радіостанції «Крим». Також телерадіокомпанія запустила новий телеканал «Крим 24» і радіостанції «Крим. Точка» і «Море».
22 липня 2015 року Нацрада України по радіо і телебаченню заявила про намір відновити мовлення ДТРК «Крим» як українського ЗМІ на базі Української студії телевізійних фільмів. Представники окупаційної влади та «директор» АНО «Телерадіокомпанія Крим» Катерина Козир, міністр внутрішньої політики, інформації та зв'язку Дмитро Полонський і кримський лікар Анатолій Мирошниченко виступили з критикою цього рішення.

## Колектив
Станом на 2006 рік в колективі телерадіокомпанії працювало 3 Заслужених журналіста України, 8 Заслужених журналістів АРК, 2 Заслужені діячі мистецтв АРК, 2 Заслужених артиста АРК, 67 працівників нагороджені Почесними грамотами Верховної Ради АРК, Ради міністрів АРК, Держкомтелерадіо України.

## Медіаактиви

### Телеканал «Перший Кримський»
Перша пробна телепередача вийшла в ефір 25 січня 1959 року. Тривалість ефірного часу становила близько 1 години. З 5 травня 1959 року здійснюється регулярне телевізійне мовлення на весь Кримський півострів, включаючи Севастополь.
До 1997 року телерадіокомпанія вела мовлення під час регіональних вікон на українських загальнореспубліканських (з 1992 року — загальнодержавних) телеканалах «Перший Національний» та «УТ-2» в різний час тривалістю від 1 до 4 годин на добу.

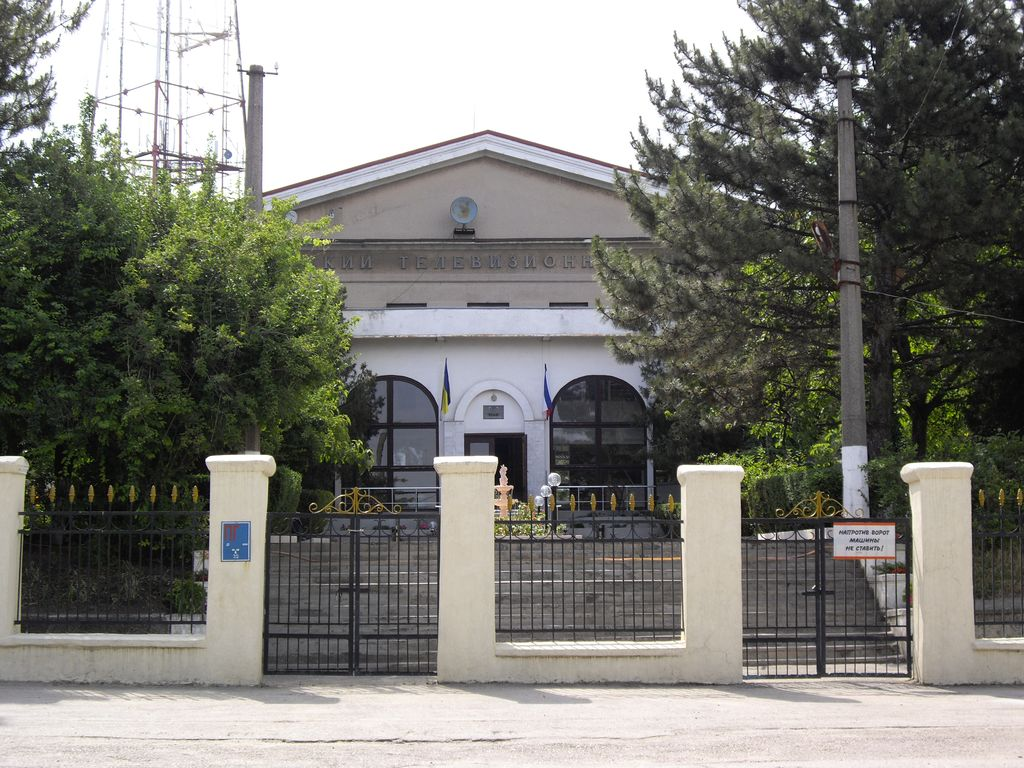
Будівля редакції в Сімферополі

З осені 1997 року здійснюється власне мовлення з 18-годинним програмуванням (6: 00-0: 00) на окремій ефірній мережі, створеній Радіотелевізійним передавальним центром Криму (РТПЦ РК/АРК). До 2014 року вільний нічний ефірний час займали телеканали «УТР» та «Центральний канал».
1 липня 2014 року Перший Кримський увійшов до складу Кримського регіонального мультиплексу цифрового телебачення Росії.
З 2016 канал перейшов на цілодобове мовлення; для користувачів ОС Android телерадіокомпанія запустила мобільний додаток для перегляду ефіру і читання новин з сайту в спрощеній версії.

### Радіостанція «Крим»
Радіоканал «Радіо Крим» до 2014 року вів своє мовлення у Сімферополі на частоті 100.6 MHz і Чорноморському 106.5 MHz. Після початку тимчасової окупації, у березні 2014 року радіостанція поширила мовлення на Севастополь і Керч. З 2019 року радіостанція веде мовлення майже на всій території Криму. Музика переважає в жанрах зарубіжного і російського ретро і рок. Аудиторія радіослухачів — 35-65 років.

### Радіостанція «Точка»
Радіоканал «Крим Точка» (до 30 жовтня 2014 р. «Крим») — одна з найстаріших радіостанцій в Криму. Перша власна програма вийшла в ефір в травні 1930 року. У травні 2020 року радіостанція стартувала в FM діапазоні. Програми радіоканалу «Крим. Точка»: новини суспільно-політичного характеру, просвітницькі, дитячі, освітні програми. Віщає радіоканал по всьому Криму на третій кнопці проводового радіо, а також в FM діапазоні в Сімферополі, Ялті і в Судаку.

### Радіостанція «Море»
Радіостанція була створена влітку 2015 року, стартувала на день ВМФ рф. Радіостанція мовить майже по всій території Криму. Формат радіостанції інформаційно-розважальний, музика переважає в жанрах CHR і поп. Аудиторія радіослухачів — 20-45 років.

## Устаткування
Студійні телевізійні передачі здійснюються в режимах прямого ефіру або в запису з студійного павільйону площею 300 м². Крім того, є малий студійний павільйон, який використовується для новинних передач.
ТРК обладнана двома пересувними телевізійними студіями (ПТС), здатними здійснювати високоякісний багатокамерний запис телепередач з будь-якого місця Криму. У 2015 році телерадіокомпанія отримала третю пересувну студію.
У липні 2006 року в рамках української державної програми технічного переоснащення регіональних телерадіокомпаній в ДТРК «Крим» було встановлено нове обладнання, яке дозволяє виробляти програмний продукт в цифровому форматі, що забезпечує високу якість телевізійних програм.